# Macha (mitologia da Irlanda)
A deusa Macha foi adorada na Irlanda mesmo antes da chegada dos celtas. Ela é uma deusa Tríplice associada com Morrigan a deusa da guerra e da morte. É ligada também a Dana no aspecto de fertilidade feminina. O pai era o "Aed, o vermelho" e a mãe era Ernmas (druida feminina).
Há diversas lendas que convergem para a deusa Macha. Às vezes ela aparece como sendo pertencente ao povo de Tuatha Dé Danann, mas em outras surge como uma rainha mortal. Portanto, é normal a confusão a respeito do que realmente ela é. Macha foi esposa de Nemed e consorte de Nuada; chamada de "Mulher do Sol". Ancestral do Galho Vermelho, é a Rainha da Irlanda, filha de Ernmas e neta de Net.
O corpo é o de uma atleta e os símbolos são o cavalo e o corvo. Macha está presente no "Livro das Invasões" quanto nas lendas do Ciclo de Ulster. Esta deusa é uma deidade tipicamente celta, pois em dado momento ela parece ser suave e generosa, para em outro transformar-se em terrível mulher guerreira.

## Triplicidade
Em algumas fontes, Macha é citada como uma das três faces de Morrighan, a maravilhosa deusa da guerra, da morte e da sensualidade. No "Livro das Invasões", a seguinte frase descreve esta triplicidade; "Badbh e Macha, grandes poderes. Morrighan que espalha confusão, Guardiãs da Morte pela espada, Nobre filhas de Ernmas." Nesse contexto, Macha é retratada como uma mulher alta e destacada, vestindo uma túnica vermelha e cabelos castanho-amarelados. Estas três deusas esconderam o desembarque dos Tuatha Dé Danann na Irlanda no início dos tempos. Elas fizeram o ar jorrar sangue e fogo sobre o Fir Bolgs, aqueles que inicialmente se opuseram contra os Thuatha, e depois os forçaram a abrigá-los por três dias e três noites. No "Livro Amarelo de Lecan", Macha é glosada como "um corvo, a terceira Morrighan".

## As três Morrighan
- Nemain - "frenesi", a que confunde as vítimas e espalha medo;
- Morrighan - "Grande Rainha", a qual planeja o ataque e incita à valentia;
- Macha - o corvo que se alimenta dos cadáveres em combate. Está também associada a troféus de batalha sangrentos, como as cabeças recolhidas dos inimigos, chamadas de "a Colheita de Macha". Esta sua ligação com a arte da batalha é reforçada no nome das Mesred machae, os pilares das fortalezas, onde as cabeças dos guerreiros derrotados eram empaladas.
- Macha é também a deusa que guia às almas ao além-mundo. Ela vive na terra dos mortos a oeste. Antes da ligação com a morte, ela representava a quintessência das fadas. É igualmente considerada uma deusa da água semelhante a Rhiannon e Protetora dos Equinos como Epona. Está ainda, associada à deusa do parto, especialmente se este for de gêmeos.